# Ділянка лісу-1 (Ківерцівський район)
Діля́нка лі́су-1 — ботанічна пам'ятка природи місцевого значення в Україні. Розташована в межах Ківерцівської міської громади Луцького району Волинської області, на північний захід від міста Ківерці. 
Площа 4,3 га. Статус надано 1972 року за рішенням Волинського облвиконкому від 11.07.1972, № 255. Перебуває у віданні ДП «Ківерцівське ЛГ» (Ківерцівське л-во, кв. 92, вид. 6). 
Статус надано для збереження частини лісового масиву з високобонітетним насадженням дуба звичайного віком 180 років. 

## Галерея

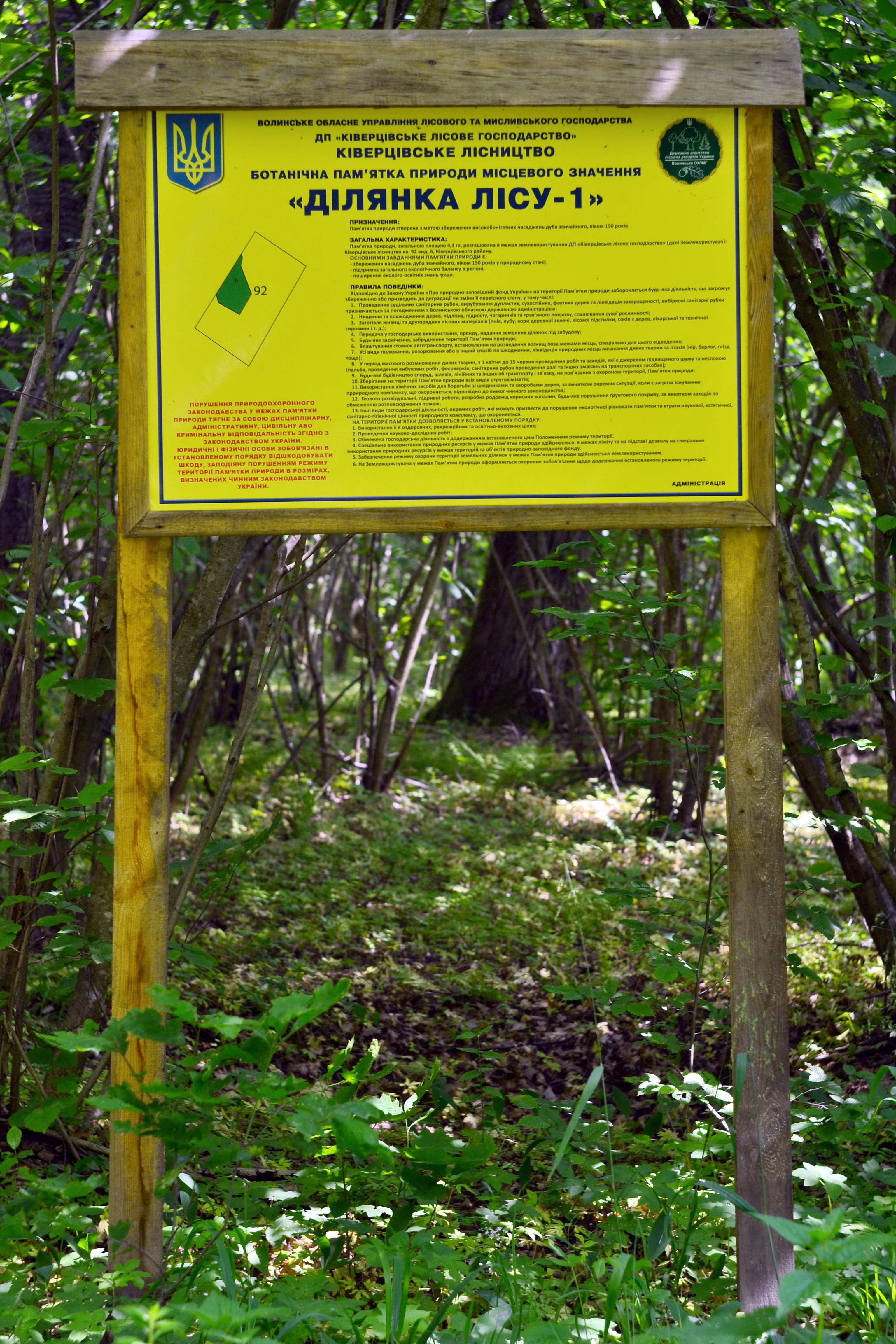
Інформаційна дошка
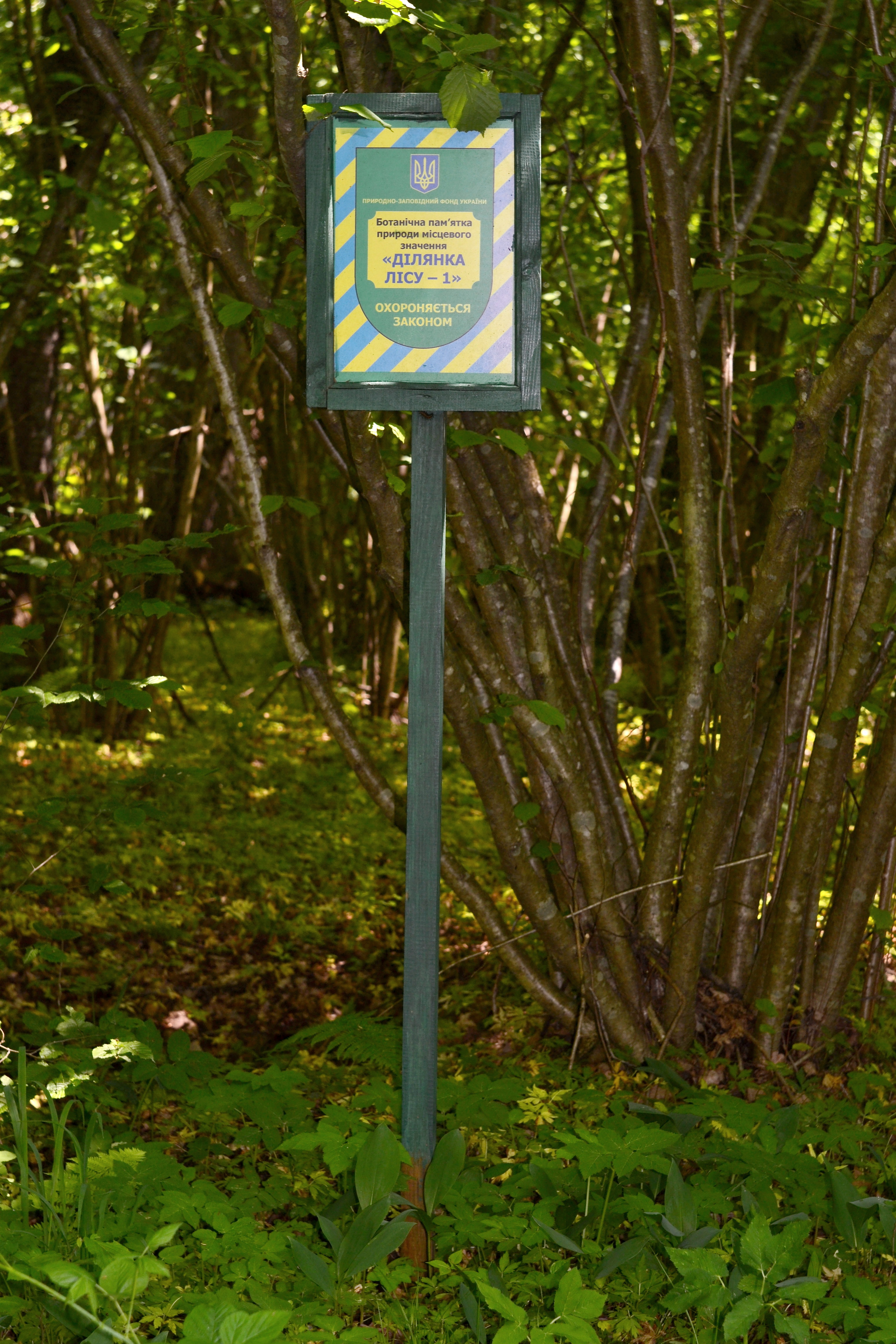
Охоронна дошка
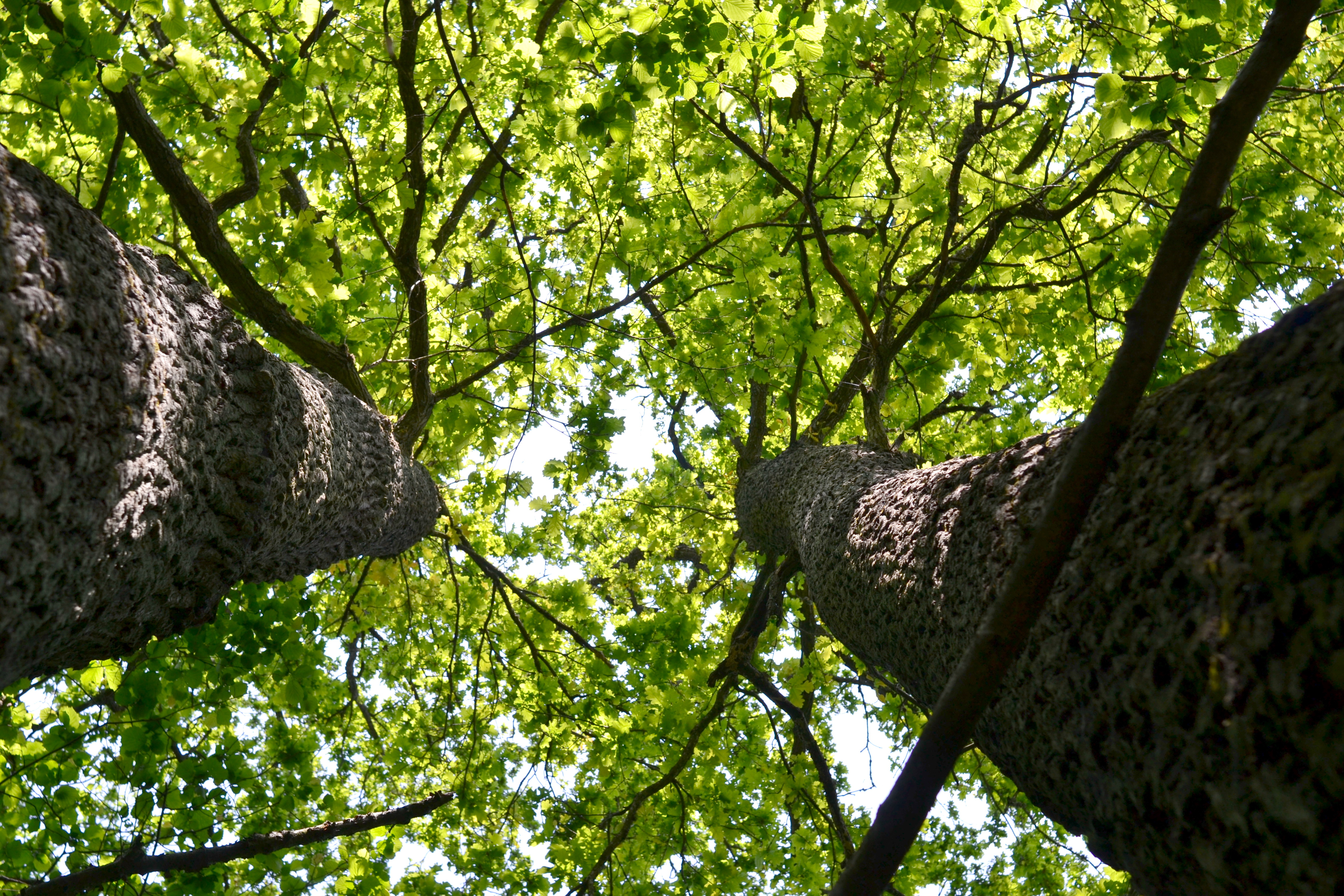
Подвійне дерево дуба
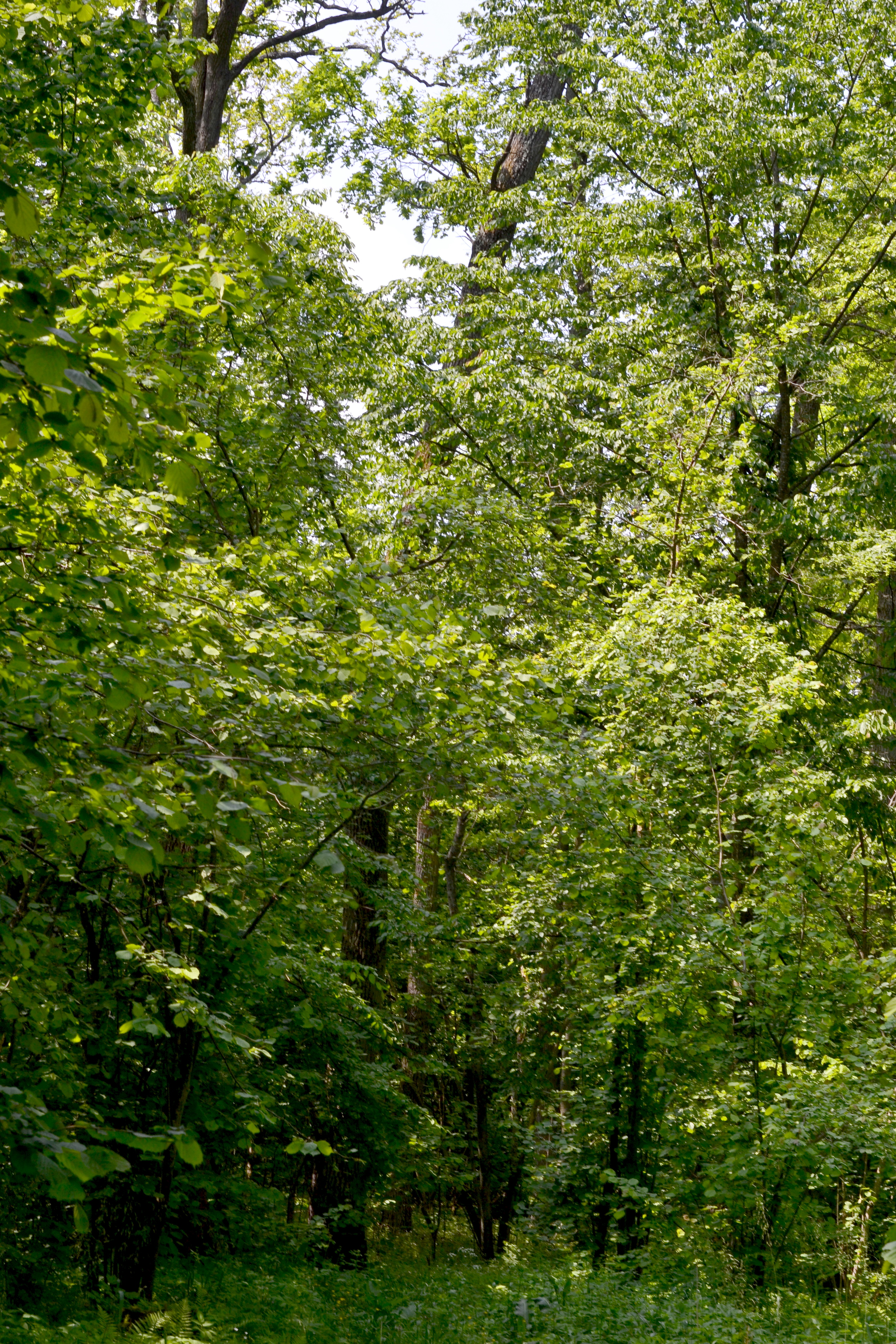
Вигляд з лісової дороги